# Estinzione di massa del Permiano-Triassico

Il diagramma mostra l'intensità dell'estinzione dei generi marini nel corso dei milioni di anni. L'evento più significativo è quello compreso tra Permiano e Triassico (P–Tr). Fonte: R. A. Rohde e R. A. Muller, Cycles in fossil diversity, Nature, vol. 434, 10 marzo 2005.

L'estinzione di massa del Permiano–Triassico (P–Tr), detta anche estinzione del Permiano, nota informalmente in inglese anche come il Great Dying (la Grande Morìa in italiano), fu un'estinzione di massa che avvenne circa 251,4 milioni di anni fa, e che segna il limite tra i periodi geologici Permiano e Triassico, e tra le Ere del Paleozoico e Mesozoico.
Fu il più grave evento di estinzione di massa che si sia mai verificato sulla Terra, con la scomparsa dell'81% delle specie marine e del 70% delle specie di vertebrati terrestri; fu l'unica estinzione di massa nota di insetti. Si è stimato che si estinsero il 57% di tutte le famiglie e l'83% di tutti i generi. Poiché andò persa così tanta biodiversità, la ripresa della vita sulla Terra fu un processo molto più lungo (si ipotizzano 10 milioni di anni) rispetto ad altre estinzioni di massa. Questo evento è stato descritto come la "madre di tutte le estinzioni di massa".
Lo schema dell'estinzione è ancora in discussione, dato che studi differenti suggeriscono che si succedettero da una fino a tre fasi diverse. Sono stati proposti svariati meccanismi per spiegarle: il primo picco di estinzione fu probabilmente dovuto ad un cambiamento ambientale graduale, mentre quello o quelli successivi furono probabilmente dovuti ad un evento catastrofico. Alcuni scenari possibili per questi picchi successivi includono collisioni con oggetti astronomici, un aumento dell'attività vulcanica, o l'improvviso rilascio di idrati di metano dal fondo marino; i cambiamenti graduali includono il mutamento del livello del mare, un'anossia, un aumento dell'aridità, ed una modifica della circolazione delle correnti oceaniche in seguito al cambiamento climatico.

## Datare l'estinzione
| Periodo                                                      | Piano          | Età (Ma)    | Eventi |
| ------------------------------------------------------------ | -------------- | ----------- | --- |
| Triassico                                                    | Anisico        | 237,0–245,0 | Ricompaiono le Madrepore e le spugne calcificate. Ricompaiono livelli carboniferi. Il δ13C si stabilizza al +2‰ e ricompaiono le alghe verdi. |
| Triassico                                                    | Olenekiano     | 245,0–249,7 | ↑Recupero della flora lignea. |
| Triassico                                                    | Induano        | 249,7–251,0 | |
| Permiano                                                     | Changhsingiano | 251,0–253,8 | ↑251,4±0,03 Estinzione |
| Permiano                                                     | Wuchiapingiano | 253,8–260,4 | |
| Permiano                                                     | Capitaniano    | 260,4–265,8 | |
| Cronologia della estinzione di massa del Permiano-Triassico. |                |             | |

Fino all'inizio del secolo XXI si riteneva che le sequenze rocciose, con continuità stratigrafica, che includevano il Permiano-Triassico fossero troppo poche e che contenessero troppe interruzioni nella sequenza cronostratigrafica affinché gli scienziati potessero stimare in modo affidabile quando avvenne l'estinzione, quanto durò e se avvenne nello stesso momento in tutte le parti del mondo. Tuttavia alcuni studi di rapporti isotopici di uranio-piombo effettuati su zirconi rinvenuti in sequenze rocciose vicino a Meishan, nella provincia di Zhejiang, in Cina hanno permesso di datare l'estinzione a 251,4±0,03 milioni di anni fa, con un tasso di estinzione elevato e continuo che si è protratto per un discreto periodo. Un grande (-9‰) cambiamento globale improvviso nel rapporto tra il carbonio-13 e il carbonio-12, chiamato δ13C, coincide con questa estinzione, e viene talvolta usato per identificare il confine Permiano-Triassico nelle rocce che non sono adatte alla datazione radiometrica.
È stato ipotizzato che il confine Permiano-Triassico fosse associato con un marcato incremento nell'abbondanza di funghi marini e terrestri, causato dal corrispondente rapido incremento della quantità di piante e animali morti. Per un certo periodo questo "picco micotico" venne usato da alcuni paleontologi per identificare il confine tra i due periodi geologici nelle stratificazioni che non erano idonee alla datazione radiometrica o che non presentavano indizi fossili, ma anche i propositori di questa teoria hanno fatto notare che i "picchi micotici" potrebbero essere un fenomeno frequente creato dall'ecosistema post-estinzione nel Triassico inferiore. L'idea del picco micotico è stata criticata per varie ragioni, tra cui: le Reduviasporoniti, le più comuni "spore micotiche" ipotizzate, erano in realtà delle alghe fossili; il picco non si presentò in tutto il mondo; e in molti luoghi non coincise con il confine Permiano-Triassico. Le alghe che erano state scambiate per spore micotiche potrebbero rappresentare una transizione verso un mondo lacustre nel Triassico piuttosto che una fase di morte e decadenza. Ad ogni modo, nuove evidenze chimiche fanno pensare a un'origine micotica delle Reduviasporoniti, smorzando queste critiche.
Persiste incertezza sulla durata totale dell'estinzione e sul momento dell'estinzione dei vari gruppi all'interno dell'intero processo. Alcune testimonianze suggeriscono che l'estinzione sia avvenuta in pochi milioni di anni, con un picco acuto nell'ultimo milione di anni del Permiano. Analisi statistiche di alcuni strati ricchi di fossili a Meishan, in Cina meridionale, suggeriscono che l'estinzione principale si sia raggruppata intorno a un picco. Alcune ricerche dimostrano che i differenti gruppi si estinsero in periodi diversi; ad esempio, anche se rimane difficile da datare in modo assoluto, l'estinzione degli ostracodi e quella dei brachiopodi furono separate da 0,72-1,22 milioni di anni. In una sequenza ben preservata nella Groenlandia orientale, il declino degli animali è concentrato in un periodo da 10.000 a 60.000 anni, laddove le piante hanno impiegato varie centinaia di migliaia di anni per mostrare il pieno impatto dell'evento. Una teoria precedente, ancora sostenuta in alcuni documenti, sostiene che ci fossero state due fasi maggiori di estinzione separate da un periodo di 9,4 milioni di anni in cui il tasso di estinzione di specie viventi fu ancora ben al di sopra del tasso normale, con il secondo picco che uccise "solamente" l'80% delle specie marine sopravvissute al periodo precedente, mentre le altre perdite si sarebbero avute durante il primo picco o nell'intervallo fra i due. Secondo questa teoria il primo picco di estinzione si ebbe alla fine dell'epoca guadalupiana del Permiano.
Ad esempio, tutti i generi viventi di dinocefali tranne uno si estinsero alla fine del Guadalupiano, così come fecero le Verbeekinidae, una famiglia di foraminiferi fusulinidae di grandi dimensioni.
Sembra che l'impatto dell'estinzione alla fine del Guadalupiano sugli organismi marini variasse a seconda dei luoghi e dei gruppi tassonomici - i brachipodi e i coralli subirono pesanti perdite.

## Modelli di estinzione
L'estinzione ebbe un effetto talmente profondo sull'ecosistema terrestre, che è possibile trovarne traccia circa un quarto di miliardo di anni dopo. Nel Permiano superiore si trovavano molti tipi di rettili e di anfibi sulla terra, insieme con molte piante, specialmente felci, ma anche conifere e molti tipi di ginkgo. C'erano inoltre complicati sistemi ecologici corallini in mare. In questo periodo i continenti si trovavano riuniti nel supercontinente Pangea e gli animali potevano spostarsi liberamente. C'erano giungle lussureggianti, deserti ed ambienti oceanici. Dopo l'estinzione, un genere di vertebrato si ritrovò in posizione dominante: un erbivoro di taglia media chiamato Listrosauro. Anche nell'ambiente marino si ebbe la prevalenza di un solo genere di organismo: un brachiopode chiamato Lingula. Infine riapparvero altri generi e specie - i cosiddetti "taxa Lazzaro", chiamati in tal modo in riferimento al personaggio biblico che resuscitò dalla morte. È chiaro che siano in qualche modo sopravvissuti all'estinzione, ma in numero molto esiguo. Come l'estinzione alla fine dell'Ordoviciano, sembra che fosse divisa in due fasi, separate da un intervallo di circa 10 milioni di anni, con la seconda più grave della prima. Si ebbe l'estinzione di svariati gruppi tra i brachiopodi, le ammoniti, i coralli, così come tra i gasteropodi e, insolitamente, tra gli insetti. Ci vollero circa 50 milioni di anni perché la vita recuperasse completamente la sua biodiversità. Niente che assomigliasse ad una barriera corallina si ripresentò sulla faccia della Terra fino a 10 milioni di anni dopo l'estinzione, ed il recupero completo della vita marina impiegò circa 100 milioni di anni.
| Estinzioni marine                 | Generi estinti | Note                                                                                     |
| Invertebrati marini               |                |                                                                                          |
| Foraminiferi                      | 97%            | I fusulinidi scomparvero, ma si erano già quasi del tutto estinti prima della catastrofe |
| Radiolari (plancton)              | 99%            |                                                                                          |
| Antozoi (attinie, coralli, ecc.)  | 96%            | I coralli tabulati e i tetracoralli scomparvero                                          |
| Briozoi                           | 79%            | Fenestrati, trepostomi, e criptostomi scomparvero                                        |
| Brachiopodi                       | 96%            | Gli ortidi e i produttidi scomparvero                                                    |
| Bivalvi                           | 59%            |                                                                                          |
| Gastropodi (lumache)              | 98%            |                                                                                          |
| Ammoniti (cefalopodi)             | 97%            |                                                                                          |
| Crinoidi (echinodermi)            | 98%            | Gli inadunati e i camerati scomparvero                                                   |
| Blastoidi (echinodermi)           | 100%           | Probabilmente erano già estinti poco prima del limite P-Tr                               |
| Trilobiti                         | 100%           | In declino già dal Devoniano; solo due generi erano ancora in vita prima dell'estinzione |
| Euripteridi ("scorpioni di mare") | 100%           | Probabilmente erano già estinti poco prima del limite P-Tr                               |
| Ostracodi (piccoli crostacei)     | 59%            |                                                                                          |
| Pesci                             |                |                                                                                          |
| Acantodi                          | 100%           | In declino già dal Devoniano, solo una famiglia era ancora in vita                       |

### Organismi marini
Gli invertebrati marini soffrirono le perdite maggiori durante l'estinzione del Permiano-Triassico. Nelle sezioni ampiamente rappresentate in Cina meridionale del limite P-Tr, ad esempio, più di 280 su 329 generi di invertebrati marini scomparvero nelle ultime due zone sedimentarie che contenevano conodonti del Permiano.
Alcune analisi statistiche delle perdite in mare alla fine del Permiano suggeriscono che la diminuzione della diversità fu causata da un aumento vertiginoso delle estinzioni, piuttosto che da una diminuzione nella speciazione.
L'estinzione colpì soprattutto gli organismi con gli scheletri composti di carbonato di calcio, specialmente quelli dipendenti da livelli ambientali di CO2 per produrre i propri scheletri.
Tra gli organismi bentonici, l'evento estintivo moltiplicò i tassi di estinzione e perciò causò la maggior parte dei danni ai gruppi tassonomici di qualsiasi normale tasso di estinzione precedente. Il tasso di estinzione degli organismi marini fu catastrofico.
I gruppi di invertebrati marini che sopravvissero includevano: brachiopodi articolati (quelli con un perno), che avevano subito un lento declino in numero fino all'estinzione P–Tr; l'ordine di ammoniti dei ceratitidi ed i crinoidi ("gigli di mare"), che erano quasi estinti, ma in seguito divennero abbondanti e si diversificarono.
I gruppi con i tassi di sopravvivenza maggiori avevano in genere un controllo attivo della circolazione, elaborati meccanismi di scambio dei gas ed una leggera calcificazione; gli organismi più pesantemente calcificati e con semplici apparati di respirazione furono i più colpiti. Almeno nel caso dei brachiopodi i taxa sopravvissuti erano in genere piccoli, rari membri di una diversa comunità.
Le ammoniti, che si trovavano in un lungo declino nei 30 milioni di anni precedenti a partire dal piano Roadiano (medio Permiano), subirono un picco d'estinzione altamente selettivo alla fine del Guadalupiano. Questa estinzione ridusse enormemente la diversità morfologica, e ciò suggerisce che furono i fattori ambientali i responsabili di questa estinzione. La varietà delle specie e la diversità morfologica si ridussero ulteriormente al limite P-Tr; l'estinzione qui non fu selettiva, compatibile con una causa catastrofica, di breve durata, avente impatto globale. Durante il Triassico la varietà delle specie crebbe rapidamente, mentre la diversità morfologica rimase bassa.
Lo spazio occupato dalle ammoniti divenne più ristretto durante il periodo Permiano. Appena alcuni milioni di anni dopo l'inizio del Triassico, lo spazio morfologico originale era stato nuovamente occupato, ma condiviso differentemente tra i cladi.

### Invertebrati terrestri
Il Permiano aveva una grande diversità di insetti e di altre specie invertebrate, tra cui gli insetti più grandi che siano mai esistiti. Quella alla fine del Permiano fu l'unica estinzione di massa di insetti nota, con l'estinzione di otto o nove ordini di insetti e altri dieci enormemente ridotti in diversità. I paleodittiotteri (insetti con parti della bocca capaci di pungere e succhiare) entrarono in declino durante il Permiano medio; queste estinzioni sono state collegate ad un cambiamento della flora. Il declino maggiore si ebbe, ad ogni modo, durante il Permiano superiore e non fu direttamente causato da transizioni nella flora dovute a cambiamenti climatici.
La maggior parte dei gruppi di insetti fossili che sono stati ritrovati dopo il limite Permiano-Triassico differiscono significativamente da quelli che vivevano prima dell'estinzione P-Tr. Con l'eccezione dei glosselitrodi, dei miotteri e dei protortotteri, i gruppi di insetti paleozoici non sono stati ritrovati nei depositi datati dopo il limite P-Tr. I caloneurodi, i monurani, i paleodittiotteroidi, i protelitrotteri ed i protodonati si estinsero alla fine del Permiano. Nei depositi ben documentati del tardo Triassico i fossili consistono soprattutto di gruppi moderni di insetti.

### Piante terrestri

#### Risposta dell'ecosistema vegetale
Le testimonianze delle piante terrestri sono scarse, basate soprattutto sullo studio dei pollini e delle spore. È interessante che le piante fossero relativamente immuni all'estinzione di massa, e l'impatto di tutte le maggiori estinzioni fu "insignificante" a livello della famiglia. Anche la riduzione osservata nella diversità delle specie (del 50%) può essere dovuta più che altro a processi tafonomici. Si ebbe comunque un massiccio riordinamento dell'ecosistema, con un cambiamento profondo nell'abbondanza e nella distribuzione delle piante.
Al limite P–Tr, i gruppi dominanti di flora cambiarono e molti gruppi di piante terrestri entrarono in un improvviso declino, come le Cordaites (gimnosperme) e le Glossopteris (felci a semi). I generi dominanti di gimnosperme furono rimpiazzati dalle licofite, che colonizzarono le aree lasciate vuote.
Studi palinologici (del polline) nella Groenlandia orientale di strati rocciosi sedimentatisi durante il periodo dell'estinzione, indicano dense foreste di gimnosperme prima dell'evento estintivo. Nello stesso momento in cui la microfauna invertebrata marina entrò in declino, queste larghe foreste scomparvero e furono seguite da una crescita in diversità di piccole piante erbacee, tra cui le licofite, sia Selaginellales che Isoetales. In seguito altri gruppi di gimnosperme ritornarono ad essere la flora dominante per entrare nuovamente in declino; questi cambiamenti ciclici nella flora accaddero alcune volte nel corso del periodo di estinzione e anche in seguito. Queste fluttuazioni tra taxa ad arbusti e taxa erbacei indicano uno stress ambientale che risultava nella perdita delle specie delle più grandi piante ad arbusto. La successione e l'estinzione delle comunità vegetali non coincise con il cambiamento dei valori del δ13C, ma avvenne parecchi anni più tardi. Il recupero delle foreste di gimnosperme impiegò circa 4-5 milioni di anni.

#### L'intervallo del carbone
Non è noto alcun deposito di carbone del Triassico inferiore, e i depositi del Triassico medio sono sottili e di bassa qualità. Questo "intervallo del carbone" è stato spiegato in svariati modi. È stato ipotizzato che si fossero evoluti nuovi funghi più aggressivi, insetti e vertebrati che avrebbero ucciso grandi quantità di alberi. Ad ogni modo, anche questi decompositori soffrirono pesanti perdite di specie durante l'estinzione e non vengono considerati una causa plausibile per l'intervallo. Un'ipotesi possibile è che tutte le piante che in seguito avrebbero formato il carbone si fossero estinte nell'estinzione del Permiano-Triassico, e che una nuova serie di piante abbia impiegato 10 milioni di anni per adattarsi alle condizioni umide e acide delle paludi di torba. D'altro lato possono essere imputabili altri fattori abiotici (non causati da organismi viventi), come una diminuzione delle precipitazioni o un apporto maggiore di sedimenti clastici. Infine è altrettanto vero che ci sono pochi sedimenti di ogni tipo noti del Triassico inferiore e la mancanza di carbone può semplicemente riflettere questa scarsità. Ciò dà la possibilità che gli ecosistemi tipici della produzione di carbone possano aver reagito alle mutate condizioni spostandosi, probabilmente, in aree di cui non sono rimaste tracce sedimentarie del Triassico inferiore. Ad esempio nell'Australia orientale un clima freddo fu la norma per un lungo periodo di tempo, con un ecosistema paludoso specializzato per queste condizioni. Approssimativamente il 95 % di queste piante che producevano torba si estinsero localmente al limite P-Tr; Rimane interessante che i depositi di carboni in Australia ed in Antartide sparirono significativamente prima del limite P-Tr.

### Vertebrati terrestri

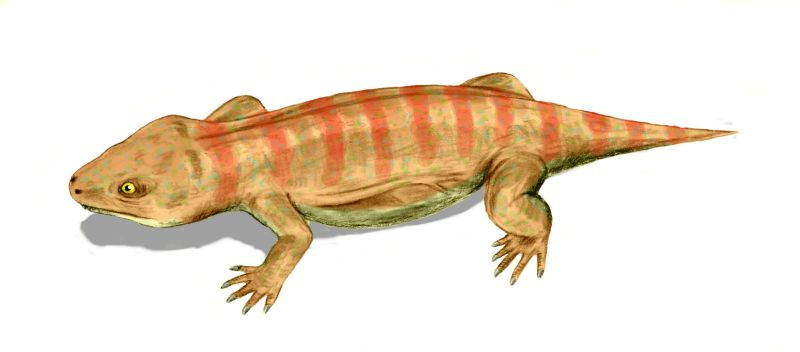
Ricostruzione pittorica di un Procolophon trigoniceps, dal primo Triassico del Sud Africa.

Anche i gruppi che riuscirono a sopravvivere soffrirono pesanti perdite nel numero di specie, ed alcuni gruppi di vertebrati arrivarono alla quasi totale estinzione alla fine del Permiano. Alcuni dei gruppi sopravvissuti non resistettero comunque a lungo oltre il periodo dell'estinzione di massa, mentre altri che sopravvissero a stento riuscirono a produrre diversi tipi di gruppi discendenti che proseguirono nell'evoluzione. Ci sono prove sufficienti che indicano che oltre due terzi delle famiglie degli anfibi terrestri, dei sauropsidi (rettili) e dei terapsidi ("rettili simili a mammiferi") si estinsero.
I grandi erbivori subirono le perdite maggiori. Tutti i rettili anapsidi del Permiano scomparvero, ad eccezione dei procolofonidi (le testuggini hanno crani anapsidi, ma si ritiene comunemente che si siano evolute in seguito, da antenati diapsidi). I pelicosauri si estinsero poco prima della fine del Permiano. Sono stati ritrovati troppo pochi fossili rettili diapsidi del Permiano per sostenere una qualsiasi conclusione sugli effetti dell'estinzione di massa sui diapsidi (il gruppo di rettili dai quali si sono evoluti le lucertole, i serpenti, i coccodrilli e i dinosauri, da cui gli uccelli).

### Possibili spiegazioni di questi modelli
Gli organismi marini più vulnerabili furono quelli che producevano parti solide di calcare (cioè dal carbonato di calcio) ed avevano tassi metabolici bassi e sistemi respiratori deboli - soprattutto spugne calcaree, coralli tabulati e rugosi, brachiopodi calcarei, briozoi ed echinodermi; circa l'81% di tali generi si estinse. Organismi imparentati che non producevano parti solide in calcare subirono perdite minori, ad esempio gli anemoni, da cui si sono evoluti i coralli moderni. Gli animali che possedevano alti tassi metabolici, sistemi respiratori ben sviluppati e parti solide non calcaree subirono perdite insignificanti - ad eccezione dei conodonti, di cui scomparve il 33% dei generi.

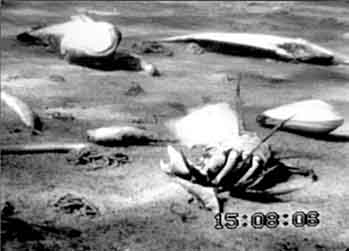
Fotogramma di un video ripreso dal fondo marino del Mar Baltico che mostra gli effetti letali di un evento di ipossia sulla fauna marina attuale.

Questo modello è compatibile con gli effetti noti dell'ipossia, una scarsità, ma non una mancanza totale di ossigeno. Ad ogni modo l'ipossia non può essere stata l'unico meccanismo a provocare la scomparsa degli organismi marini. Quasi tutte le acque della piattaforma continentale sarebbero diventate gravemente ipossiche, ma una tale catastrofe renderebbe difficile spiegare i modelli selettivi dell'estinzione. Alcuni modelli matematici del Permiano superiore e del Triassico inferiore mostrano un significativo e protratto declino dei livelli dell'ossigeno atmosferico, senza alcun picco vicino al limite P-Tr. I livelli minimi di ossigeno nell'atmosfera nel Triassico inferiore non sono mai al di sotto dei livelli odierni - il declino del livello di ossigeno non si accorda con il modello temporale dell'estinzione.
Il modello osservato delle estinzioni marine è compatibile con un'ipercapnia (livelli eccessivi di anidride carbonica). L'anidride carbonica, o biossido di carbonio (CO2) è altamente tossica a concentrazioni al di sopra del normale, riduce l'abilità del pigmento respiratorio di ossigenare i tessuti, e rende i fluidi corporei più acidi, ostacolando la formazione di parti solide in carbonato. Ad alte concentrazioni l'anidride carbonica causa narcosi (intossicazione). Oltre a questi effetti diretti, la CO2 riduce la concentrazione di carbonati nell'acqua, il che aumenta la difficoltà di produrre parti solide in carbonato.
Gli organismi marini sono più sensibili degli organismi terrestri ai cambiamenti nei livelli di CO2, per svariate ragioni. La CO2 è 28 volte più solubile in acqua di quanto lo sia l'ossigeno. Gli organismi marini funzionano normalmente con concentrazioni di CO2 nel corpo minori di quelli della terraferma, dato che la rimozione di CO2 per gli animali in grado di respirare aria è ostacolata dal bisogno che il gas passi attraverso le membrane del sistema respiratorio (polmoni, trachea e simili). Negli organismi marini, un aumento anche modesto ma sostenuto di CO2 ostacola la sintesi delle proteine, riduce il livello di fertilità e provoca deformità nelle parti solide calcaree.
È difficile analizzare in dettaglio i tassi di estinzione e di sopravvivenza degli organismi terrestri, perché rimangono pochi fossili del limite Permiano-Triassico. Gli insetti del Triassico sono molto differenti da quelli del Permiano, ma si trova un'interruzione nella serie di fossili di insetti dal Permiano superiore al Triassico inferiore, di circa 15 milioni di anni. La testimonianza più conosciuta di cambiamenti nei vertebrati nel limite P-Tr si trova nella zona del Karoo in Sudafrica, ma le analisi statistiche non hanno dato conclusioni chiare.
I vari fattori presi in considerazione, ipercapnia, ipossia, alti livelli di idrogeno solforato e riscaldamento globale che causarono l'estinzione di massa del P-Tr sono da considerare come una sinergia di fattori fisici che portò alla distruzione del metabolismo degli organismi della fine del Permiano. Questi fattori perdurarono, o si ripeterono per 4-5 milioni di anni.

## Recupero biologico
Le prime analisi indicano che la vita sulla Terra si riprese velocemente dopo le estinzioni del Permiano, ma soprattutto sotto forma di organismi pionieri, o gruppi tassonomici post-disastro, come il resistente Lystrosaurus. Le ricerche indicano anche che gli animali specializzati che formavano ecosistemi complessi, con un'alta biodiversità, complesse reti di nutrizione e una grande varietà di nicchie, impiegarono molto più tempo per riprendersi. Si ritiene che questo lungo recupero fosse dovuto alle successive ondate di estinzione che lo inibirono, così come ai prolungati stress ambientali che gli organismi subirono, prolungatisi nel Triassico inferiore. Altre ricerche indicano che la piena ripresa non iniziò fino al Triassico medio, 4 o 6 milioni di anni dopo l'estinzione; ed alcuni autori stimano che il recupero non fu completo fino ad almeno 30 milioni di anni dopo l'estinzione, cioè nel Triassico superiore.

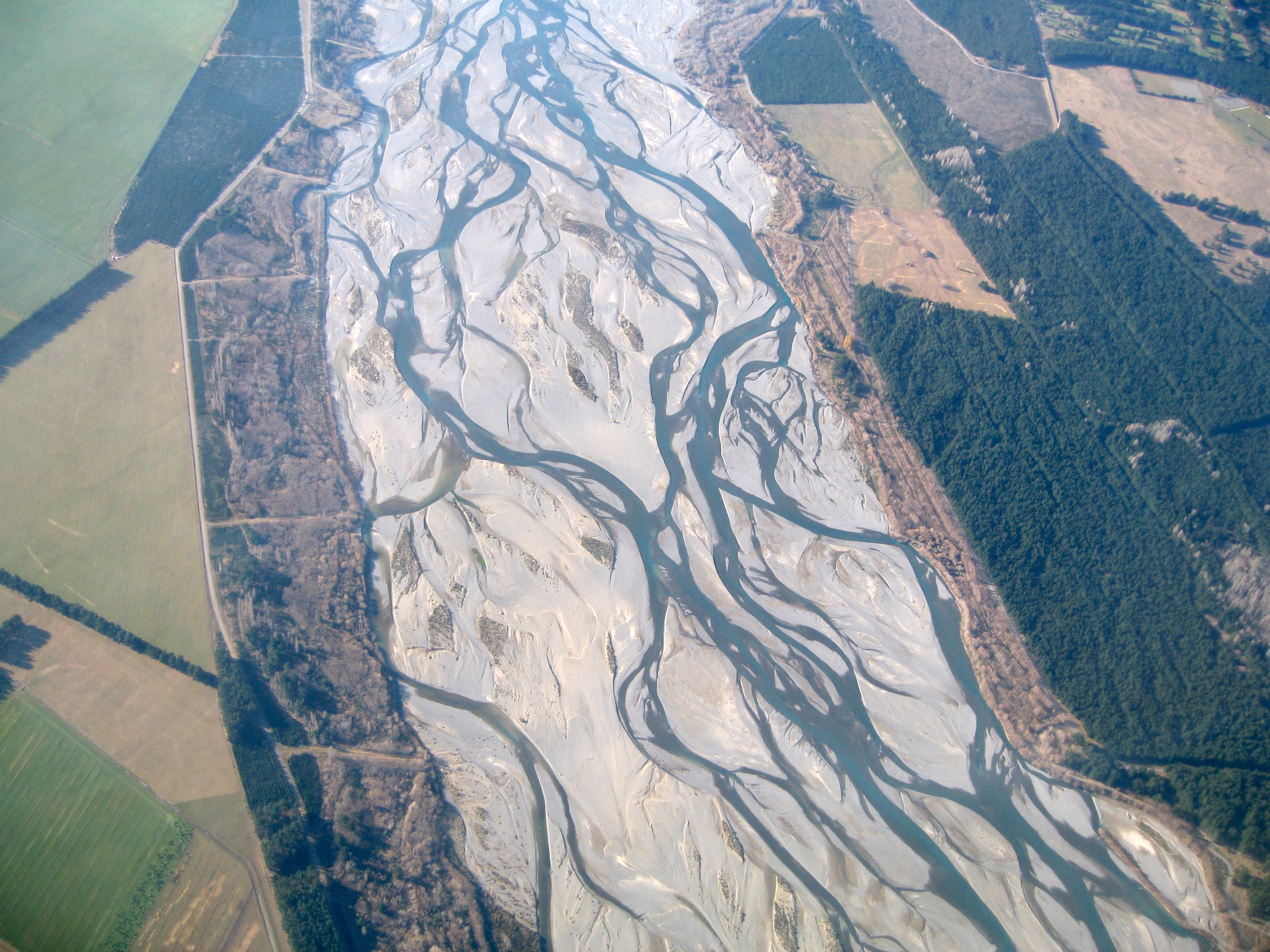
Un fiume a corso intrecciato, il Waimakariri nell'isola meridionale della Nuova Zelanda.

Durante il Triassico inferiore (4-6 Ma dopo l'estinzione P-Tr), la biomassa vegetale non era sufficiente a formare depositi di carbone, cosa che implicò limitate risorse di cibo per gli erbivori. I corsi dei fiumi nella regione del Karoo cambiarono da una struttura a meandri ad una a flusso intrecciato, suggerendo che la vegetazione sia stata molto scarsa per un lungo periodo di tempo.
Ogni settore maggiore dell'ecosistema del Triassico — vegetali ed animali, marino e terrestre - era dominato da un piccolo numero di generi, diffusi apparentemente su tutta la faccia della Terra, ad esempio: il terapside erbivoro Lystrosaurus (che costituiva il 90% dei vertebrati sulla terraferma del primo Triassico) ed i bivalvi Claraia, Eumorphotis, Unionites e Promylina. Un ecosistema in salute conta una grande quantità di generi, ognuno dei quali risiedente in pochi tipi di habitat che preferisce.
I taxa post-disastro (organismi opportunisti) approfittarono dell'ecosistema devastato e godettero di un temporaneo boom demografico ed aumento del territorio disponibile. Ad esempio: il Lingula (un brachiopode); le stromatoliti, che erano state confinate in ambienti marginali dall'Ordoviciano; la Pleuromeia (una piccola pianta sottile); il Dicroidium (una felce).

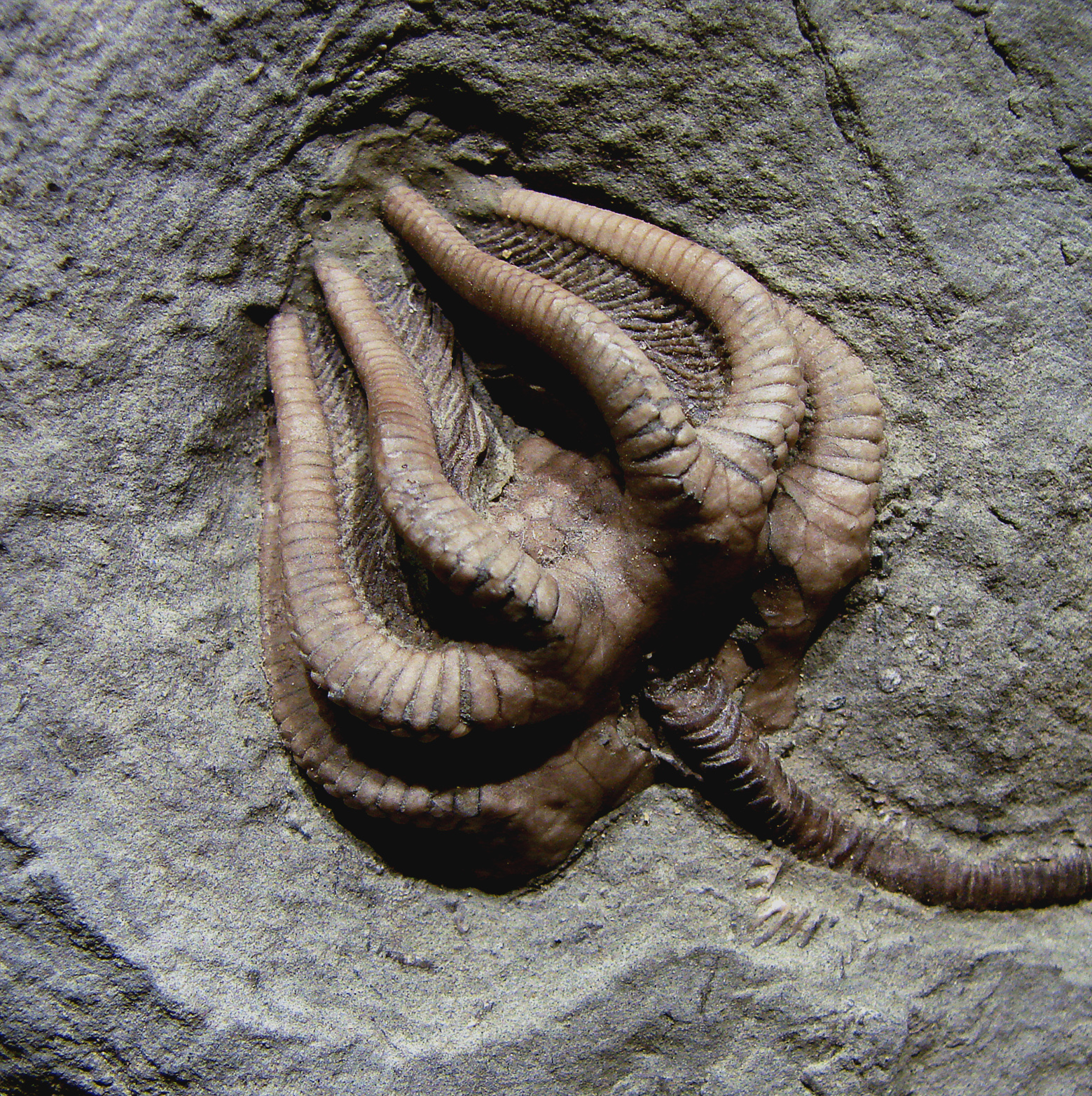
Gli organismi sessili che filtravano l'acqua per nutrirsi (come questo crinoide) diminuirono significativamente dopo l'estinzione permiana.

Recenti (2012) studi su 15.000 fossili di conodonti recuperati nelle rocce della Cina meridionale, hanno permesso un'accurata ricostruzione dell'andamento della temperatura superficiale del mare all'inizio del Triassico che ha evidenziato come fosse così elevata (tra 50 e 60 °C) da rendere estremamente difficile la sopravvivenza degli organismi marini nelle regioni intertropicali del pianeta.
La determinazione delle temperature è stata resa possibile dallo studio del rapporto degli isotopi di ossigeno (18O/16O) presente nello scheletro fossile dei conodonti.
Le temperature estreme causarono una interruzione nel ciclo del carbonio facendo ulteriormente aumentare l'anidride carbonica in atmosfera e prolungando per 5 milioni di anni il periodo necessario al recupero biologico delle zone intertropicali.

### Cambiamenti negli ecosistemi marini
Prima dell'estinzione, circa il 67% degli animali marini erano attaccati al fondale marino, ma durante il Mesozoico solo la metà erano sessili, mentre il restante si muoveva liberamente. Alcune analisi dei fossili marini del periodo indicano una diminuzione del numero di organismi sessili che si nutrivano per filtraggio, come i brachiopodi e i gigli di mare, ed un aumento delle specie mobili come le chiocciole, i ricci di mare ed i granchi.
Prima dell'estinzione permiana, gli ecosistemi marini semplici e complessi erano entrambi comuni; dopo la ripresa dall'estinzione di massa le comunità complesse superavano le comunità semplici in un rapporto di quasi tre ad uno, e l'aumento della pressione della caccia portò alla rivoluzione marina mesozoica.
I bivalvi erano alquanto rari prima dell'estinzione del Permiano-Triassico, ma divennero molto numerosi e diversificati durante il Triassico ed un gruppo, le rudiste, divennero i principali componenti delle barriere del Mesozoico. Alcuni ricercatori ritengono che la maggior parte di questi cambiamenti avvennero nei cinque milioni di anni tra i due principali picchi d'estinzione.
I crinoidi ("gigli di mare") subirono un'estinzione selettiva, che ebbe come risultato una diminuzione della varietà delle forme in cui crescevano. La loro radiazione adattativa successiva fu rapida, ed ebbe come risultato che le strutture ad arti flessibili divennero diffuse; la mobilità, che era soprattutto una risposta all'aumento della predazione, divenne un tratto prevalente.

### Vertebrati terrestri

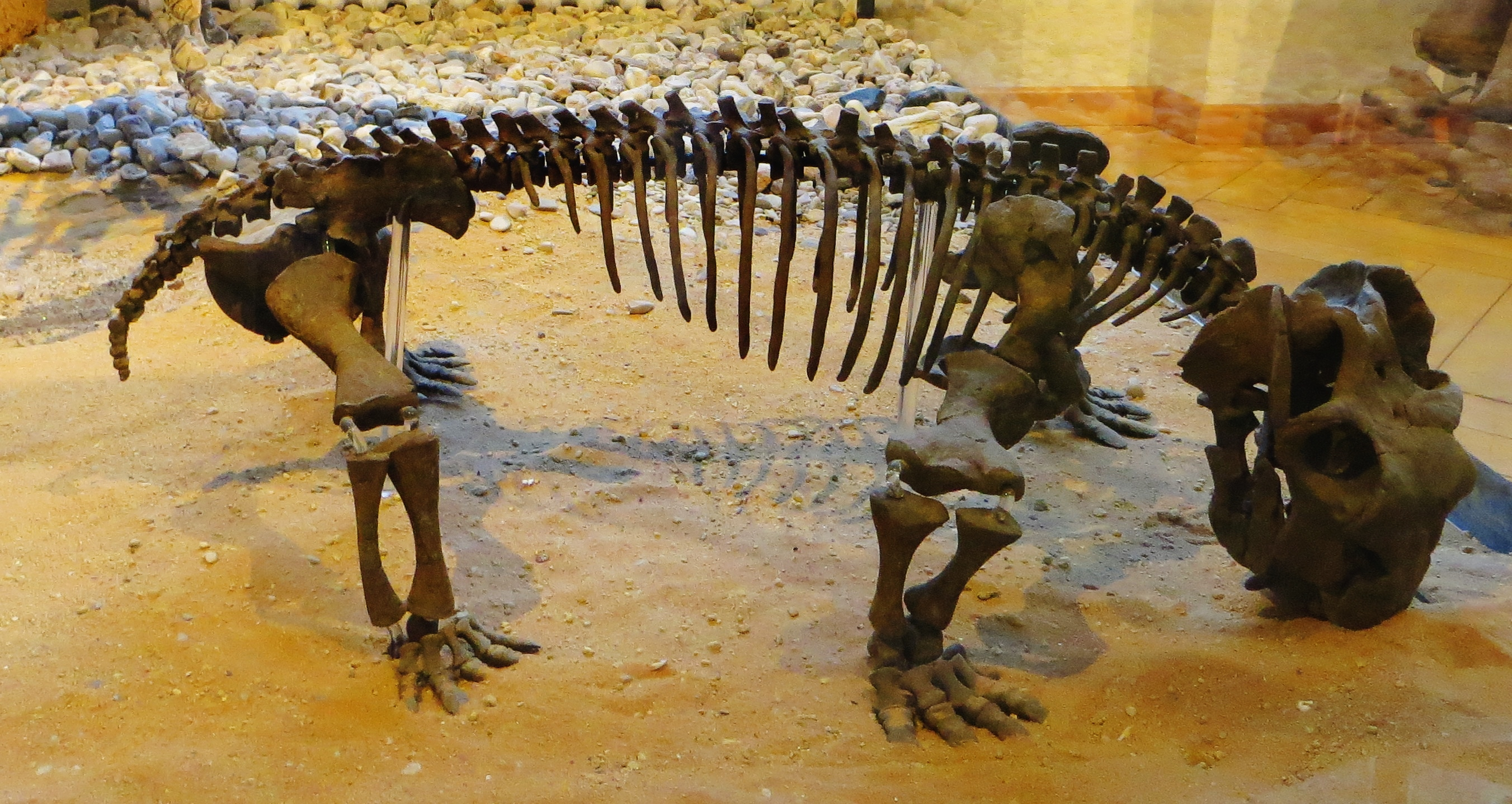
Il Lystrosaurus fu di gran lunga il vertebrato terrestre più diffuso nel Triassico inferiore.

Il listrosauro, un terapside dicinodonte erbivoro della taglia di un maiale, costituiva il 90% della fauna di vertebrati terrestri del primo Triassico inferiore. Sopravvissero anche altri piccoli terapsidi cinodonti carnivori, tra cui gli antenati dei mammiferi. Nella regione del Karoo, in Sudafrica, sopravvissero i terocefali Tetracynodon, Moschorhinus e Ictidosuchoides, ma sembra che non ebbero un notevole sviluppo nel Triassico.
Gli arcosauri (che includevano gli antenati dei dinosauri e dei coccodrilli) all'inizio erano meno diffusi dei terapsidi, ma cominciarono a prevalere sui terapsidi nel Triassico medio. Tra il Triassico medio e quello superiore i dinosauri si evolsero da un gruppo di arcosauri e divennero il gruppo dominante dell'ecosistema terrestre per il resto del Mesozoico. Questa "rivoluzione del Triassico" può aver contribuito all'evoluzione dei mammiferi costringendo i terapsidi ed i loro successori mammaliformi a vivere soprattutto come piccoli insettivori notturni; è probabile che lo stile di vita notturno abbia spinto almeno i mammaliformi a sviluppare il pelo ed alti tassi metabolici.
Alcuni anfibi temnospondili ebbero una ripresa relativamente veloce, invece di estinguersi. Il mastodontosauro ed i trematosauri furono i principali predatori acquatici e semiacquatici durante la maggior parte del Triassico, alcuni di tetrapodi ed altri di pesci.
I vertebrati terrestri impiegarono un tempo insolitamente lungo per riprendersi dall'estinzione di massa del Permiano; un autore stima che il recupero non fu completo fino a 30 milioni di anni dopo l'estinzione, cioè fino al Triassico superiore, nel quale abbondavano gli arcosauri (i dinosauri, gli pterosauri ed i coccodrilli), gli anfibi ed i mammaliformi.

## Cause dell'estinzione
Sono stati proposti vari meccanismi per spiegare le cause dell'estinzione di massa, tra cui eventi catastrofici e processi graduali, simili a quelli teorizzati per l'estinzione di massa del Cretacico–Terziario. Gli eventi catastrofici includono collisioni (anche multiple) con corpi celesti, un aumento del vulcanismo, o l'improvviso rilascio di idrati di metano. I processi graduali includono fluttuazioni del livello del mare, un'anossia, od un aumento dell'aridità. Ogni ipotesi riguardo alle cause deve spiegare la selettività dell'evento, che influenzò soprattutto gli organismi con scheletri di carbonato di calcio.

### Collisione

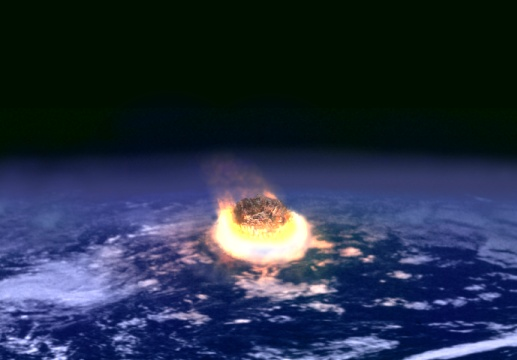
Un'immagine artistica di un impatto di un corpo celeste. Una collisione tra la Terra ed un asteroide di qualche chilometro di diametro rilascerebbe l'energia di svariati milioni di testate nucleari.

Le testimonianze che un impatto astronomico fu la causa dell'estinzione di massa del Cretacico-Terziario hanno portato alla speculazione che degli impatti simili potrebbero aver causato altre estinzioni di massa, tra cui l'estinzione del Permiano-Triassico, e quindi alla ricerca di prove di collisioni databili all'età di questo evento e di crateri da impatto risalenti al periodo.
Le prove a supporto di un impatto durante il limite P–Tr includono rari granelli di quarzo lamellare in Australia ed Antartide, fullereni che avevano intrappolato gas nobili di origine extraterrestre, frammenti di meteorite in Antartide e granelli ricchi di ferro, nickel e silicio, che potrebbero essere stati creati in un impatto. Ad ogni modo, la veridicità di questi ritrovamenti è stata messa in discussione. Il quarzo lamellare dI Graphite Peak in Antartide è stato riesaminato nel 2005 con tecnologie più avanzate ed è stato concluso che le caratteristiche osservate non sono dovute ad uno shock, ma piuttosto ad una deformazione plastica, compatibile con la formazione in un ambiente tettonico come quello vulcanico.
Sono stati proposti svariati crateri da impatto come possibile causa dell'estinzione P-Tr, tra cui la struttura Bedout al largo della costa nord-occidentale dell'Australia, il cosiddetto cratere della Terra di Wilkes nell'Antartide orientale, o, anche più speculativamente, il golfo del Messico. In ognuno di questi casi l'ipotesi che un impatto sia stato l'evento responsabile non è stata ancora provata, e spesso anche ampiamente criticata. Nel caso della Terra di Wilkes, l'età della struttura geofisica al di sotto dello strato di ghiaccio è molto incerta - può essere successiva all'estinzione del Permiano-Triassico.
Se la causa principale dell'estinzione P-Tr è stato un impatto, è probabile che il cratere non esista più. Dato che il 70% della superficie del nostro pianeta è ricoperto da acqua, la possibilità che un asteroide o un frammento di cometa colpisca l'oceano è due volte superiore alla possibilità che colpisca la terraferma. Inoltre la Terra non ha superficie oceanica più vecchia di 200 milioni di anni, dato che il processo dei moti convettivi e della subduzione ha ormai distrutto la crosta oceanica risalente a quel periodo. È stato inoltre speculato che i crateri formati da impatti molto grandi potrebbero essere stati mascherati da un'estesa colata lavica provocata dalla rottura o dall'indebolimento della crosta in seguito all'impatto stesso.
L'idea della collisione gode anche di un altro sostegno, poiché teoricamente può aver scatenato altri fenomeni considerati come cause dell'estinzione, come le eruzioni del Trappo siberiano (si veda a seguito) se fossero stati il sito dell'impatto o se ne fossero trovati agli antipodi. La subduzione non può però essere presa come scusante del fatto che non si trovino testimonianze di un impatto; come l'estinzione alla fine del Cretaceo, ci dovrebbe essere uno strato di materiali ricaduti ricco di elementi siderofili (ad esempio l'iridio) nelle formazioni geologiche del periodo. Il brusco cambiamento provocato da un impatto spiegherebbe inoltre perché le specie non si sono evolute rapidamente adattandosi a fenomeni più lenti e su scala non globale.

### Vulcanismo
Le fasi finali del periodo Permiano testimoniarono due eventi vulcanici su larga scala. Il più piccolo, che formò il Trappo emeisciano in Cina, avvenne nello stesso periodo del picco d'estinzione alla fine del Guadalupiano, in un'area vicina all'equatore. Le eruzioni effusive di basalto che formarono il Trappo Siberiano costituirono uno degli eventi vulcanici più grandi che siano mai avvenuti sulla Terra e ricoprirono di lava oltre 2.000.000 di km2 di superficie. In precedenza si riteneva che le eruzioni del Trappo siberiano fossero durate per milioni di anni, ma alcune ricerche le hanno datate a 251,2 ± 0,3 milioni di anni — immediatamente prima della fine del Permiano.
Le eruzioni del Trappo Emeisciano e di quello Siberiano avrebbero prodotto nuvole di polvere ed aerosol acidi che avrebbero bloccato la luce solare e quindi interrotto la fotosintesi sia in mare sia sulla terraferma, facendo collassare la catena alimentare. Queste eruzioni potrebbero aver causato inoltre delle piogge acide quando gli aerosol sono stati lavati via dall'atmosfera. Ciò avrebbe ucciso le piante terrestri, i molluschi e il plancton con un guscio di carbonato di calcio. Le eruzioni avrebbero inoltre emesso anidride carbonica, causando un riscaldamento globale. Quando le nuvole di polvere e gli aerosol furono eliminati dall'atmosfera, l'anidride carbonica in eccesso sarebbe rimasta ed il riscaldamento sarebbe proseguito senza effetti mitigatori.
Il Trappo Siberiano possiede caratteristiche particolari che lo resero ancora più dannoso. Effusioni di puro basalto produssero flussi di lava ad alta velocità e non scagliarono detriti nell'atmosfera. Sembra, comunque, che il 20% delle emissioni del Trappo siberiano furono piroclastiche, cioè consistettero di cenere ed altri detriti espulsi fino ad alta quota, aumentando l'effetto refrigerante a breve termine. La lava basaltica eruttò o si intromise in rocce di carbonato e nei sedimenti che avrebbero dato origine a larghi giacimenti di carbone, e da qui avrebbero prodotto grandi quantità di anidride carbonica, portando ad un riscaldamento globale più forte dopo che la polvere e gli aerosol si furono depositati.
Rimane in dubbio, ad ogni modo, se queste eruzioni siano state sufficienti a causare un'estinzione di massa così grave come quella alla fine del Permiano. Sono necessarie eruzioni equatoriali per produrre polvere ed aerosol sufficienti ad avere effetto sulla vita in tutto il mondo, mentre le eruzioni del Trappo Siberiano si trovavano all'interno o vicino al circolo polare artico. Inoltre se le eruzioni siberiane sono avvenute in un arco di 200.000 anni il contenuto di anidride carbonica nell'atmosfera sarebbe raddoppiato. Alcuni modelli climatici suggeriscono che un tale aumento di CO2 avrebbe alzato la temperatura globale di 1,5 °C fino a 4,5 °C, un aumento che si ritiene improbabile come causa di una catastrofe come l'estinzione P-Tr.
Comunque una teoria, resa popolare dal documentario del 2005 Miracle Planet, è che un minimo riscaldamento vulcanico abbia causato un rilascio di idrato di metano, e ciò avrebbe creato un circolo vizioso di riscaldamento, dato che il metano è 25 volte più efficiente della CO2 nell'esacerbare il riscaldamento globale.

### Idrati di metano

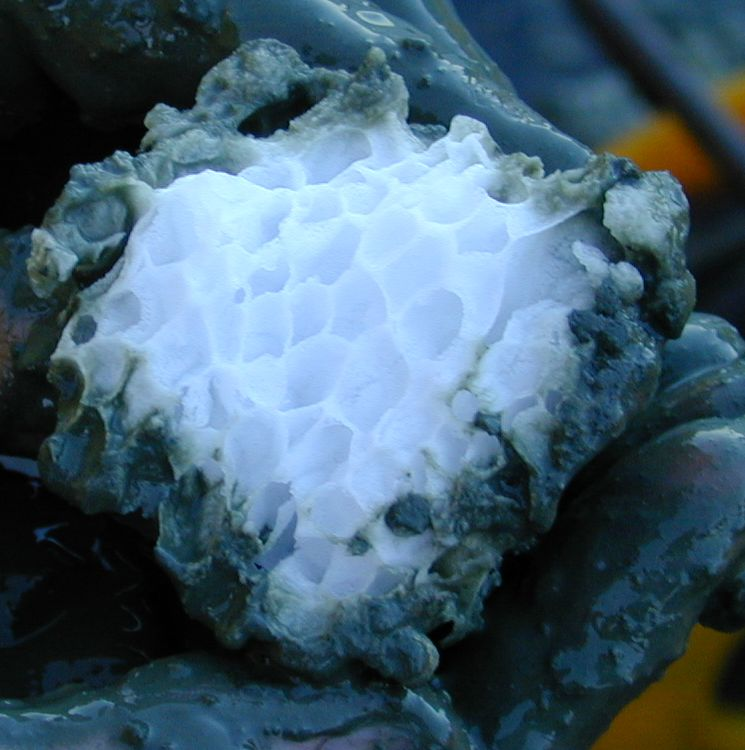
Campione di idrato di metano (clatrato di metano) recuperato dal fondo marino nella zona di subduzione al largo delle coste dell'Oregon.

Gli scienziati hanno trovato testimonianze globali di un rapido decremento di circa il 10 ‰ (parti per migliaia) del rapporto 13C/12C nelle rocce carbonatiche risalenti alla fine del Permiano (δ13C di -10 ‰). Questa è la prima, la più larga e la più veloce di una serie di escursioni negative e positive (aumenti e decrementi nel rapporto 13C/12C) che sono proseguite finché il tasso di isotopi non si stabilizzò repentinamente nel Triassico medio, seguito dal recupero delle forme di vita che usavano il carbonato di calcio per costruire parti solide come le conchiglie).
Vari fattori possono aver contribuito a questo calo del rapporto 13C/12C, ma la maggior parte non è sufficiente a spiegarlo del tutto:
- I gas eruttati dai vulcani hanno un rapporto 13C/12C di circa dal 5 all'8 ‰ al di sotto dello standard (δ13C circa da -5 a -8 ‰). Ma la quantità necessaria per provocare una riduzione di circa il 10 ‰ su tutto il globo richiederebbe delle eruzioni più potenti di qualsiasi altra mai avvenuta sulla faccia della Terra di cui si abbia testimonianza.[95]
- Una riduzione dell'attività organica avrebbe sottratto 12C dall'ambiente in modo più lento, così che ne sarebbe rimasto di più per incorporarsi nei sedimenti, riducendo così il rapporto 13C/12C. I processi biochimici utilizzano gli isotopi più leggeri, dato che le reazioni chimiche sono fondamentalmente condotte dalle forze elettromagnetiche tra gli atomi e gli isotopi più leggeri reagiscono più rapidamente a queste forze. Una valutazione di un piccolo decremento dal 3 al 4  ‰ nel rapporto 13C/12C (δ13C da -3 a -4 ‰) al Massimo termico del Paleocene-Eocene (PETM) ha però stabilito che anche trasferendo tutto il carbonio organico (degli organismi, dei suoli e dissolto negli oceani) nei sedimenti sarebbe insufficiente: anche un tale interramento di materiale ricco di 12C non avrebbe prodotto neanche il decremento più piccolo del rapporto 13C/12C osservato nel periodo del PETM.[95]
- La materia organica sedimentaria seppellita ha un rapporto 13C/12C dal 20 al 25 ‰ al di sotto della norma (δ13C da -20 a -25 ‰). Teoricamente, se il livello del mare fosse calato bruscamente, i sedimenti marini superficiali sarebbero rimasti esposti all'ossidazione. Ma sarebbero stati necessari da 6.500 a 8.400 miliardi di tonnellate di carbonio organico ossidato e restituito all'oceano ed in atmosfera in meno di poche centinaia di migliaia di anni per ridurre il rapporto 13C/12C del 10 ‰. Non si ritiene che possa essere stata una possibilità realistica.[7]
- Piuttosto che un improvviso calo del livello del mare, dei periodi intermittenti di iperossia e di anossia del fondale oceanico (condizioni di alta ossigenazione / bassa ossigenazione) potrebbero aver causato le fluttuazioni nel rapporto 13C/12C nel Triassico inferiore,[43] e l'anossia globale potrebbe essere responsabile dell'estinzione alla fine del Permiano. I continenti alla fine del Permiano e nel Triassico inferiore erano più raggruppati nella zona tropicale di adesso (si veda la mappa al di sopra), e grandi fiumi tropicali avrebbero accumulato sedimenti in piccoli bacini oceanici parzialmente chiusi alle basse latitudini. Tali condizioni avrebbero favorito episodi di anossia intervallati da episodi di iperossia, i quali avrebbero rilasciato grandi quantità di carbonio organico che possiede un basso rapporto 13C/12C dato che i processi biochimici utilizzano gli isotopi più leggeri.[96] Questa od un'altra motivazione a base organica potrebbe essere stata responsabile di questa fluttuazione del rapporto 13C/12C e di quella avvenuta in precedenza nel limite Proterozoico-Cambriano.[43]

Altre ipotesi includono un avvelenamento oceanico su larga scala in seguito ad un rilascio di una grande quantità di CO2 ed una riorganizzazione a lungo termine del ciclo globale del carbonio.
Ad ogni modo è stata proposta una sola causa sufficientemente potente per giustificare la riduzione globale del 10 ‰ del rapporto 13C/12C: il rilascio di metano dagli idrati di metano, ed i modelli sul ciclo del carbonio confermano che questo sarebbe stato sufficiente a produrre la riduzione osservata. Gli idrati di metano, noti anche come clatrati di metano, sono molecole di metano intrappolate in gabbie di molecole d'acqua. Il metano viene prodotto dai metanogeni (microscopici organismi monocellulari) ed ha un rapporto 13C/12C del 60 ‰ al di sotto della norma (δ13C -60  ‰). Con la giusta combinazione di pressione e temperatura viene intrappolato nei clatrati molto vicino alla superficie di permafrost ed in quantità ancora maggiori ai margini della piattaforma continentale e nei fondali oceanici nelle vicinanze. Gli idrati di metano oceanici sono stati ritrovati in sedimenti risalenti a profondità di almeno 300 m sott'acqua. Possono essere trovati fino a 2.000 m di profondità, ma generalmente non si formano al di sotto dei 1.100 m.
L'area coperta dalla lava delle eruzioni del Trappo Siberiano è ampia circa il doppio di quanto si riteneva inizialmente e la maggior parte di quest'area era costituita da un mare poco profondo durante la fine del Permiano. È probabile che il fondale marino contenesse depositi di idrati di metano e che la lava abbia fatto dissociare tali depositi, rilasciano grandi quantità di metano.
Poiché il metano è un gas serra molto potente, ci si aspetta un enorme rilascio di metano per causare un riscaldamento globale significativo. Un'"eruzione di metano" potrebbe aver rilasciato l'equivalente di 10.000 miliardi di tonnellate di anidride carbonica - il doppio di quanto si possa trovare nei combustibili fossili sulla Terra. Ci sono rilevanti testimonianze che la temperatura globale aumentò di circa 6 °C vicino all'equatore e forse ancora di più a latitudini più elevate: un'improvvisa diminuzione nel rapporto degli isotopi di ossigeno (18O/16O), l'estinzione delle piante del tipo Glossopteris (le Glossopteris e le altre piante che crescevano nelle medesime aree), che necessitavano di un clima freddo e la sostituzione con una flora tipica di latitudini più basse.
Comunque il modello atteso dei cambiamenti degli isotopi come risultato di un massiccio rilascio di metano non si accorda con la situazione rilevata attraverso il Triassico inferiore. Non solo l'ipotesi del metano richiederebbe il rilascio di cinque volte la quantità di metano postulata per il PETM, ma questa quantità dovrebbe essere stata riassorbita ad una velocità irrealistica per spiegare il rapido aumento del rapporto 13C/12C (episodi di δ13C molto positivo) durante il Triassico inferiore, prima di essere rilasciato ulteriormente varie volte.

### Fluttuazioni del livello del mare
Una regressione marina avviene quando le aree sommerse vicino alla linea costiera rimangono esposte al di sopra del livello del mare. Questo abbassamento del livello del mare causa una riduzione degli habitat marini superficiali, portando ad una sostituzione biotica. Gli habitat marini superficiali sono aree produttive per gli organismi alla base della catena alimentare e la loro scomparsa aumenta la competizione per le fonti di cibo. Esiste qualche correlazione tra gli effetti di una regressione del livello del mare e le estinzioni di massa, ma altre testimonianze indicano che non esiste una relazione e che la regressione crea comunque altri habitat. È stato ipotizzato che i cambiamenti del livello del mare ebbero come risultato dei cambiamenti nella deposizione dei sedimenti ed ebbero effetto sulla temperatura dell'acqua e sulla salinità, e quindi portando ad un declino nella diversità nel mare.

### Anossia
Esistono testimonianze che gli oceani divennero anossici (gravemente carenti in ossigeno) verso la fine del Permiano. Ci fu un notevole e rapido inizio di deposizione anossica nei sedimenti marini intorno alla Groenlandia orientale.
Il rapporto uranio/torio di vari sedimenti del Permiano indica che gli oceani erano fortemente anossici durante il periodo dell'estinzione di massa.
Ciò sarebbe stato devastante per la vita nel mare, causando un'alta mortalità, ad eccezione dei batteri anaerobici che abitavano i fanghi del fondale oceanico. Ci sono inoltre testimonianze che gli eventi anossici possono causare catastrofiche emissioni di idrogeno solforato dal fondale marino.
La possibile sequenza di eventi che portarono a degli oceani anossici potrebbe aver coinvolto un periodo di riscaldamento globale che ridusse il gradiente di temperatura tra l'equatore ed i poli, cosa che avrebbe rallentato, o persino interrotto, la circolazione termoalina. Il rallentamento o l'interruzione di tale circolazione avrebbe ridotto il mescolamento dell'ossigeno nell'oceano.
Ad ogni modo una ricerca ha ipotizzato che i tipi di circolazione oceanica termoalina che esistevano alla fine del Permiano non avrebbero potuto sostenere un'anossia in alto mare.

### Emissioni di acido solfidrico
Un evento anossico grave alla fine del Permiano potrebbe aver reso i batteri solforiduttori le specie dominanti degli ecosistemi oceanici, causando vaste emissioni di idrogeno solforato (H2S) che avrebbe avvelenato la vita vegetale ed animale sia sulla terraferma che nei mari, così come avrebbe ridotto gravemente lo strato di ozono, esponendo gli organismi sopravvissuti a livelli letali di radiazioni ultraviolette. La fotosintesi anaerobica dei clorobi (batteri sulfurei verdi), e le conseguenti emissioni di idrogeno solforato, avvennero dalla fine del Permiano fino nel Triassico inferiore. Il fatto che questa fotosintesi anaerobica continuò nel Triassico inferiore è compatibile con le testimonianze fossili del recupero notevolmente lento dall'estinzione di massa.
Questa teoria presenta il vantaggio di spiegare l'estinzione di massa delle piante, che altrimenti avrebbero dovuto prosperare in un'atmosfera con alti livelli di anidride carbonica. Le spore fossili indicano un altro fattore a sostegno della teoria: molte mostrano delle deformazioni che potrebbero essere state causate dalle radiazioni ultraviolette, che sarebbero state molto più intense dopo che le emissioni di idrogeno solforato avevano indebolito l'ozonosfera.

### Il supercontinente Pangea

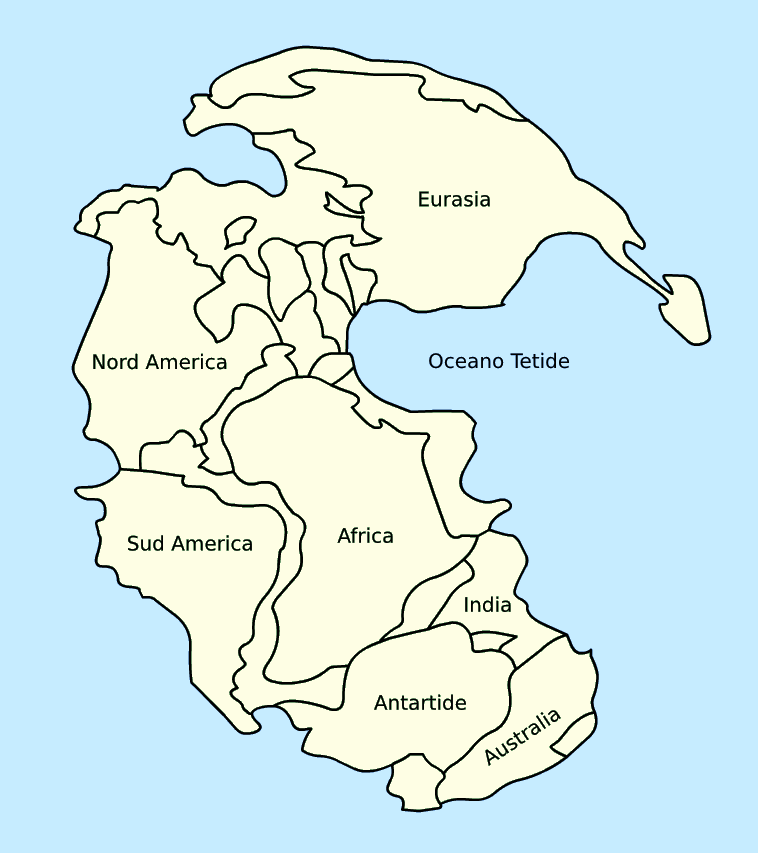
Mappa della Pangea con la posizione dei continenti odierni al limite Permiano-Triassico

All'incirca a metà del periodo Permiano (nell'età kunguriana dell'epoca cisuraliana) tutti i continenti si riunirono a formare il supercontinente Pangea, circondato dal superoceano Panthalassa, anche se alcuni blocchi dell'odierna Asia non si unirono al supercontinente fino al Permiano superiore. Questa configurazione diminuì molto l'estensione degli ambienti acquatici superficiali, la sezione più produttiva del mare, ed espose gli organismi isolati delle ricche piattaforme continentali alla competizioni con altri organismi invasori. La formazione della Pangea inoltre avrebbe alterato sia la circolazione oceanica sia i modelli meteorologici dell'atmosfera, creando monsoni stagionali vicino alle coste ed un clima arido all'interno del supercontinente.
La vita marina soffrì tassi veramente alti, ma non catastrofici, di estinzione dopo la formazione della Pangea, quasi come quelli delle altre estinzioni di massa. Sembra che la formazione della Pangea non abbia causato un aumento significativo dei livelli di estinzione sulla terraferma, ed infatti l'espansione e l'aumento in diversità dei terapsidi pare che sia avvenuto nel Permiano superiore, dopo che la Pangea si era quasi completamente formata. Così sembra probabile che la Pangea abbia dato inizio ad un lungo periodo di estinzioni nel mare, ma non fosse direttamente responsabile della "grande morìa" e della fine del Permiano.

### Combinazione di cause
Le possibili cause che sono sostenute da testimonianze solide sembrano descrivere una sequenza di catastrofi, ognuna peggiore delle precedenti: le eruzioni del Trappo Siberiano furono sufficientemente gravi di per sé, ma poiché avvennero vicino a delle stratificazioni di carbone ed alla piattaforma continentale, provocarono anche il rilascio di grandi quantità di anidride carbonica e di metano. Il riscaldamento globale risultante potrebbe aver causato il più grave evento anossico nella storia degli oceani: secondo questa teoria, gli oceani divennero talmente anossici che gli organismi solforiduttori anaerobi finirono per dominare la biochimica degli oceani e causarono grandi emissioni di idrogeno solforato.
Ad ogni modo ci possono essere alcuni collegamenti relativamente deboli all'interno di questa catena di eventi: i cambiamenti previsti nel rapporto 13C/12C come risultato di un massiccio rilascio di metano non si accordano con i modelli osservati durante il Triassico inferiore, e non sembra che i tipi di circolazione termoalina oceanica che esistevano alla fine del Permiano fossero in grado di sostenere un'anossia anche in alto mare.